# The Ikettes
The Ikettes was een Amerikaanse meidengroep.

## Carrière
De oprichting van het zangtrio is nauw verbonden met Fool In Love, de eerste single van Ike & Tina Turner, die in de nazomer van 1960 een grote hit werd. Om deze productie ook live te brengen stelde Ike Turner een trio achtergrondzangeressen samen. Per slot van rekening kende soulster Ray Charles toen grote successen met zijn achtergrondtrio The Raelettes. Van de eerste bezetting van The Ikettes maakten Robbie Montgomery, Venetta Fields en Jessie Smith deel uit.
The Ikettes combineerden hun zang met moeilijke en aanstekelijke danschoreografie. Het meidentrio, met lange haren, minirokken en hoge hakken, deed het goed bij het publiek. Met de toegevoegde waarde in het achterhoofd zag Ike Turner het niet zitten om de groep alleen maar als achtergrondgroep te presenteren. Hij bracht ze uiteindelijk als zelfstandige act uit bij een ander label. Met Dolores Johnson als frontzangeres (en Tina Turner op de achtergrond) haalde de single I'm Blue (The Gong Gong Song) in het voorjaar van 1962 de 19e plaats van de pophitlijst. Voor de Ike & Tina Turner Revue was dat het grootste succes sinds Fool In Love. De hiphopgroep Salt-n-Pepa haalde in 1993 gedeelten uit I'm Blue voor hun hit Shoop. Als componist en songschrijver bezat Ike Turner daardoor rechten op Shoop.
Op meerdere labels verschenen daarna enkele singles, zoals Troubles On My Mind, Heavenly Love en Prisoner Of Love. Het succes van de eerste nummers kreeg echter geen vervolg. The Ikettes verwerd uiteindelijk tot een soort 'draaideuruitzendbureau voor sessiezangeressen', zoals het webfanzine Girl Group Chronicles die periode spottend omschreef. Niettemin beloofde de Turner Revue een regelmatig inkomen.
De situatie veranderde abrupt in 1965. De popartiesten die door de bluesmuziek van de zwarte artiesten geïnspireerd waren, stortten zich met de Britse invasie op de Verenigde Staten, waarvan ook zwarte muzikanten die daar leefden zouden profiteren, dus ook The Ikettes. Peaches 'n' Cream (1965) haalde de top 40 en nog in hetzelfde jaar volgden met (He's Gonna Be) Fine, Fine, Fine en I'm So Thankful verdere hits. Hun stijl zou meerdere grootheden van de popmuziek beïnvloeden, onder wie ook Mick Jagger van The Rolling Stones, voor wie The Ikettes in 1966 en 1969 als voorgroep optraden bij hun tournees. In die periode schreef Phil Spector River Deep, Mountain High voor Tina Turner. Het gevolg was dat Ike Turner Tina weer in de schijnwerpers zette en - met The Ikettes als ruggensteun - zijn revue nieuw leven wilde inblazen.
The Ikettes waren gefrustreerd. Ze hadden geen tantième gekregen voor hun hits. Ze werden betaald als normale revueleden. Ze verlieten Ike Turner, die hen daarop verbood om verder als Ikettes op te treden. Dus beproefden ze als The Mirettes nog enkele jaren hun geluk, maar tevergeefs, zodat de oorspronkelijke Ikettes de groep in 1970 ontbonden.
Ike Turner gebruikt weer de productnaam Ikettes die in het verleden zo succesvol was. Achter Tina Turner konden de nieuwe Ikettes de glorie van vroeger niet meer evenaren. Ook de hitlijst werd niet meer gehaald.
Eén episode van de nieuwe Ikettes is niettemin het vermelden waard. In maart 1973 maakten Frank Zappa en zijn Mothers of Invention van een tourneeonderbreking gebruik om nieuwe nummers op te nemen in de Bolic Sound-studio van Ike en Tina Turner. Zappa was sowieso verbaasd dat hij The Ikettes kreeg toegewezen voor wat soundtracks achtergrondmuziek en al helemaal over de uitgave van Ike Turner: geen van de zangeressen, inclusief Tina, mocht per soundtrack niet meer dan 25 dollar krijgen, het bedrag dat Ike zelf zijn zangeressen betaalde. Zelfs een vergoeding voor Tina en The Ikettes voor de latere Zappa-albums werd door de studio-eigenaar verboden. De zangpassages waren ongewone, moeilijke muzikale kost voor de drie Ikettes, maar Tina Turner had er geen problemen mee. Ze vond, dat ze die passages 'geblinddoekt en met een bezemsteel in haar kont kon zingen', toen ze de zangpartijen van Dirty Love had gehoord. Na één repetitie en drie verdere opnameruns - één voor elk van de drie zangstemmen - stond de opname op band. Tina Turner en de nieuwe Ikettes zijn te horen op de albums Over-Nite Sensation en Apostrophe(').
De geschiedenis van de nieuwe Ikettes eindigde in 1976, toen Ike en Tina uit elkaar gingen. In 2006 trad Lyrica Garrett, een van de Ikettes, samen met Ike in Duitsland op tijdens de Nokia Night of the Proms.